# Lanuèjols (Avairon)
Lanuèjols (occità) o Lanuéjouls (francès)) és un municipi francès al departament de l'Avairon (regió d'Occitània).
| 1962                                       | 1968 | 1975 | 1982 | 1990 | 1999 | 2006 |
| ------------------------------------------ | ---- | ---- | ---- | ---- | ---- | ---- |
| 779                                        | 822  | 777  | 744  | 650  | 605  | 701  |
| Des de 1962: població sense dobles comptes |      |      |      |      |      |      |

| Període | Identitat  | Partit |
| ------- | ---------- | ------ |
| 1989-   | Jean Mouly |        |